# 卡尔弗城站
卡尔弗城站（英語：Culver City station）为洛杉矶轨道交通E线的一个高架岛式车站，因在卡尔弗城内而得名。